# Бура-Кирта
Бура-Кирта (тат. Бура-Киртә) — село в Заинском районе Татарстана. Входит в состав Верхнепинячинского сельского поселения.

## География
Расположено при впадении реки Иныш в реку Зыча, в 37 км к северо-востоку от железнодорожной станции Заинск.

## История
Известно с 1678 года. 
В XVIII — первой половине XIX века жители относились к сословию государственных крестьян (из ясачных татар). Их основные занятия в этот период — земледелие и скотоводство, были распространены деревообрабатывающие промыслы, в зимнее время — извоз.
В «Списке населенных мест по сведениям 1870 года», изданном в 1877 году, населённый пункт упомянут как деревня Буракирды (Буранкирды) 4-го стана Мензелинского уезда Уфимской губернии. Располагалась при речке Бурякирдинке, по правую сторону коммерческого тракта из Бирска в Мамадыш до коммерческого тракта из Бугульмы в село Бетьки, в 67 верстах от уездного города Мензелинска и в 22 верстах от становой квартиры в селе Бережные Челны. В деревне, в 86 дворах жили 498 человек (татары, 236 мужчин и 262 женщины), были мечеть (была построена не позднее 1830 г.), училище.
К началу XX века также действовали 2 хлебозапасных магазина и 2 кузницы. В 1907 году мечеть сгорела, в 1910 году была открыта новая. В 1914 году была построена мечеть второго прихода (в 1928 г. обе мечети были закрыты, их здания переданы под школу и клуб, минареты спилены в 1935 и 1961 гг.). Также работали 2 мектеба для мальчиков и один для девочек. В этот период земельный надел сельской общины составлял 1695 десятин. По подворной переписи 1912–1913 годов, из 238 дворов 61 был безлошадным, 166 – одно-, двухлошадными, 11 имели по три и более рабочих лошадей; была зарегистрирована 2201 голова крупного рогатого и прочего скота.
До 1920 года село входило в Ахметьевскую волость Мензелинского уезда Уфимской губернии. С 1920 года в составе Мензелинского, с 1921 года — Челнинского кантонов ТАССР. С 10 августа 1930 года в Челнинском, с 10 февраля 1935 года в Заинском, с 1 февраля 1963 года в Челнинском, с 1 ноября 1972 года в Заинском районах.
В период коллективизации в селе был организован колхоз (с 1998 г. — сельскохозяйственный производственный кооператив).

## Население
| 1795 | 1859 | 1870 | 1897 | 1913 | 1926 | 1938 | 1949 | 1958 | 1970 | 1979 | 1989 | 2002 | 2010 | 2017 |
| ---- | ---- | ---- | ---- | ---- | ---- | ---- | ---- | ---- | ---- | ---- | ---- | ---- | ---- | ---- |
| 97   | 498  | 498  | 963  | 1317 | 878  | 802  | 714  | 683  | 741  | 609  | 415  | 345  | 329  | 320  |

Национальный состав села — татары.

## Экономика
С 2005 года село в подразделении «Ялкын» агрофирмы «Зай» (полеводство, молочное скотоводство).

## Инфраструктура
Начальная школа (с 1920 г.), дом культуры (с 1930 г.), библиотека (с 1966 г.), фельдшерско-акушерский пункт (с 1948 г.).

## Религия
Мечеть (с 1992 г.).